# هيلمار بيرغمان
هيلمار بيرغمان (بالسويدية: Hjalmar Bergman)‏ هو كاتب مسرحي وكاتب سيناريو وكاتب سويدي، ولد في 19 سبتمبر 1883 في أوربرو في السويد، وتوفي في 1931 في برلين في ألمانيا.

## وصلات خارجية
- هيلمار بيرغمان على موقع IMDb (الإنجليزية)
- هيلمار بيرغمان على موقع الموسوعة البريطانية (الإنجليزية)
- هيلمار بيرغمان على موقع ألو سيني (الفرنسية)
- هيلمار بيرغمان على موقع أول موفي (الإنجليزية)
- هيلمار بيرغمان على موقع قاعدة بيانات الأفلام السويدية (السويدية)
- هيلمار بيرغمان على موقع قاعدة بيانات الفيلم (الإنجليزية)
- هيلمار بيرغمان على موقع كينوبويسك (الروسية)